# I-12 (tàu ngầm Nhật)
I-12 là một tàu ngầm lớp Type A (巡潜甲型潜水艦 Junsen Kō-gata sensuikan) được Hải quân Đế quốc Nhật Bản chế tạo trong giai đoạn Chiến tranh Thế giới thứ hai, thuộc phân lớp Type A Cải tiến 1 (Type A2). Nhập biên chế năm 1944, thủy thủy đoàn I-12 đã phạm tội ác chiến tranh khi giết hại những người sống sót từ một con tàu bị đánh chìm. Nó bị một tàu quét mìn và một tàu tuần tra Hoa Kỳ đánh chìm tại vùng biển giữa Honolulu và San Francisco vào ngày 13 tháng 11, 1944.

## Thiết kế và chế tạo

### Thiết kế
Type A2 là một phiên bản của Type A1 với động cơ diesel công suất yếu hơn nhằm rút ngắn thời gian đóng tàu. I-12 là chiếc duy nhất thuộc phân lớp Type A Cải tiến 1 (Type A2) được hoàn tất, những chiếc tiếp theo được đóng theo thiết kế cải biến như là Type AM. Giống như Type A1 dẫn trước, I-12 được trang bị để hoạt động như soái hạm của hải đội tàu ngầm. Nó có trọng lượng choán nước 2.981 tấn (2.934 tấn Anh) khi nổi và 4.239 tấn (4.172 tấn Anh) khi lặn, lườn tàu có chiều dài 113,7 m (373 ft 0 in), mạn tàu rộng 11,7 m (38 ft 5 in) và mớn nước sâu 5,89 m (19 ft 4 in). Con tàu có thể lặn sâu đến 100 m (328 ft), và có một thủy thủ đoàn đầy đủ bao gồm 114 sĩ quan và thủy thủ.
Chiếc tàu ngầm trang bị hai động cơ diesel Kampon Mk.22 Model 10 công suất 4.700 mã lực phanh (3.505 kW), mỗi chiếc vận hành một trục chân vịt. Khi lặn, mỗi trục được vận hành bởi một động cơ điện công suất 1.200 mã lực (895 kW). Khi di chuyển trên mặt nước nó đạt tốc độ tối đa 17,5 hải lý trên giờ (32,4 km/h; 20,1 mph) và 6,2 hải lý trên giờ (11,5 km/h; 7,1 mph) khi lặn dưới nước, tầm xa hoạt động 22.000 hải lý (41.000 km; 25.000 mi) ở tốc độ 16 hải lý trên giờ (30 km/h; 18 mph), và có thể lặn xa 75 nmi (139 km; 86 mi) ở tốc độ 3 hải lý trên giờ (5,6 km/h; 3,5 mph).
I-12 có sáu ống phóng ngư lôi 53,3 cm (21,0 in), tất cả được bố trí trước mũi, và mang theo tổng cộng 18 quả ngư lôi Kiểu 95. Vũ khí trên boong tàu bao gồm khẩu hải pháo 14 cm (5,5 in), và hai khẩu pháo phòng không 25 mm Type 96 nòng đôi. Giống như Type A1, hầm chứa máy bay của Type A2 được tích hợp vào tháp chỉ huy và hướng ra phía trước. Máy phóng máy bay được bố trí hướng ra phía trước, trong khi khẩu hải pháo trên boong đặt phía sau. Cách sắp xếp này giúp chiếc thủy phi cơ Yokosuka E14Y tận dụng tốc độ hướng ra trước của con tàu khi được phóng lên.

### Chế tạo
I-12 được đặt lườn như là chiếc Tàu ngầm số 620 tại xưởng tàu của hãng Kawasaki ở Kobe vào ngày 5 tháng 11, 1942. Nó được đổi tên thành I-12 vào ngày 5 tháng 7, 1943, rồi được hạ thủy vào ngày 3 tháng 8, 1943, rồi hoàn tất và nhập biên chế vào ngày 25 tháng 5, 1944, dưới quyền chỉ huy của Trung tá Hải quân Kaneo Kudo.

## Lịch sử hoạt động
Vào lúc nhập biên chế, I-12 được phối thuộc cùng Quân khu Hải quân Yokosuka và được điều động về Hải đội Tàu ngầm 11 trực thuộc Đệ Lục hạm đội. Nó rời Kobe vào ngày 20 tháng 9, thực hành huấn luyện trên đường đi, và đi đến Kure vào ngày 30 tháng 9.

### Chuyến tuần tra thứ nhất
Ban tham mưu Hạm đội Liên hợp đã chỉ thị cho Đệ Lục hạm đội phái tàu ngầm tuần dương tầm xa đi đánh phá tuyến đường hàng hải Đồng Minh giữa bờ Tây Hoa Kỳ và khu vực quần đảo Hawaii, và I-12 đã được chọn cho nhiệm vụ này. Được phối thuộc trực tiếp cùng Đệ Lục hạm đội, nó khởi hành từ Kobe vào ngày 4 tháng 10 cho chuyến tuần tra đầu tiên để hoạt động tại các khu vực Hawaii, Tahiti và tại Thái Bình Dương về phía Đông quần đảo Marshall. Con tàu băng qua biển nội địa Seto và biển Nhật Bản, ghé đến qua đêm tại Hakodate vào ngày 7 tháng 10, rồi đi qua eo biển Tsugaru để tiến vào Thái Bình Dương.
Vào sáng sớm ngày 28 tháng 10, tàu Liberty Hoa Kỳ SS John A. Johnson (7.176 tấn) đang chở hàng quân sự, và đang trong hành trình từ San Francisco, California đến Honolulu, Hawaii, khi nó bị sóng cuốn trôi một xuồng cứu sinh xuống nước. Nó phá vỡ sự im lặng vô tuyến để báo cáo sự việc, một quy trình hoạt động thường lệ trong thời bình nhưng có nguy cơ tiết lộ vị trí gây mất an ninh trong thời chiến. Vào lúc đó, I-12 đang đi trên mặt biển để nạp điện ắc-quy, đã chặn được bức điện và lần ra tọa độ của John A. Johnson, nên đổi hướng để chặn đầu mục tiêu.

### Cuộc thảm sátJohn A. Johnson
Đến chiều tối ngày 29 tháng 10, I-12 ở vị trí cách 1.000 nmi (1.900 km) về phía Đông Bắc Oahu, Hawaii, khi nó phát hiện John A. Johnson đang di chuyển với vận tốc 8,9 kn (16,5 km/h) trong hoàn cảnh biển động. I-12 phóng hai quả ngư lôi tấn công lúc 21 giờ 05 phút; một quả băng qua cách đuôi con tàu Liberty 50 yd (46 m), nhưng quả kia đánh trúng mạn trái ngay trước cầu tàu. John A. Johnson bị ngập nước khoang hàng số 3, mất điện toàn bộ, và một xuồng cứu sinh bị phá hủy.  John A. Johnson đánh điện cầu cứu và báo cáo vị trí bị tấn công tại tọa độ 29°55′B 141°25′T / 29,917°B 141,417°T. Con tàu bị vỡ làm đôi chỉ mười phút sau khi trúng ngư lôi, và thủy thủ bắt đầu bỏ tàu tại tọa độ 31°55′B 139°45′T / 31,917°B 139,75°T. Một xuồng cứu sinh bị đắm, nhưng toàn bộ 70 người trên tàu, bao gồm 41 thủy thủ, 28 pháo thủ và một sĩ quan an ninh Hoa Kỳ, trèo lên xuồng cứu sinh số 2 và số 4 cùng một phao cứu sinh.
I-12 trồi lên mặt nước khoảng 20 phút sau đó, đi chung quanh các xuồng cứu sinh với tốc độ cao. Sau đó nó tìm cách húc xuồng cứu sinh số 2, rồi xả súng máy và pháo phòng không 25-mm vào những người trên xuồng và những người đã phóng xuống nước. Trong 45 phút tiếp theo nó lặp lại hành động trên với những người trên xuồng cứu sinh số 4 và trên phao cứu sinh. Sau đó nó nả pháo 14-cm vào cả hai phần của John A. Johnson từ khoảng cách 2.000 yd (1.800 m), khiến cả hai phần đều bốc cháy. Nó tiếp tục ở lại hiện trường thêm hai giờ, nhưng không còn bắn vào những người sống sót, vốn tin rằng I-12 sẽ đợi đến lúc trời sáng để tiếp tục cuộc thảm sát.
Lúc khoảng 01 giờ 00 ngày 30 tháng 10, một thủy phi cơ Boeing 314 Clipper của hãng hàng không Pan Am đang trong hành trình từ San Francisco đến Honolulu đã trông thấy hai phần của John A. Johnson đang bốc cháy, các xuồng cứu sinh và I-12 ở gần đó. Đội bay và hành khách cũng chứng kiến phần mũi con tàu nổ tung và đắm lúc 01 giờ 05 phút. Một nữa phía sau con tàu vẫn còn nổi được và tiếp tục cháy. Đội bay đã báo cáo tình huống cho giới chức thẩm quyền tại San Francisco, và chuyển tiếp thông tin cho tàu tuần tra USS Argus của Hải quân Mỹ, vốn đã nghe thấy vụ nổ từ khoảng cách 90 nmi (170 km) và đang tiếp cận hiện trường. Một máy bay tìm kiếm và cứu nạn phát hiện những người sống sót lúc 08 giờ 00 ngày 30 tháng 10, và đến 14 giờ 00 phút Argus đến nơi, cứu được khoảng 60 người,  và đưa họ về đến San Francisco vào ngày 3 tháng 11.
Các nguồn khác nhau cho số liệu khác biệt về tổn thất nhân mạng của John A. Johnson, nhưng ít nhất sáu người đã thiệt mạng. Có nguồn cho rằng bốn thủy thủ, năm pháo thủ hải quân và sĩ quan an ninh lục quân đã mất tích và được cho là đã thiệt mạng. Một nguồn khác cho rằng có tổng cộng mười người đã tử trận. Do John A. Johnson bị vỡ làm đôi và chỉ có phần mũi bị đắm, phía Nhật Bản đã ghi công nhầm cho I-12 đã đánh chìm được đến hai tàu.
Một đội tìm-diệt tàu ngầm Hải quân Hoa Kỳ hình thành chung quanh tàu sân bay hộ tống USS Corregidor bắt đầu truy lùng I-12, và máy bay tuần tra TBM Avenger xuất phát từ Corregidor báo cáo đã tấn công những tàu ngầm không rõ nhận dạng vào các ngày 2 và 4 tháng 11. Một số nguồn cho rằng chiếc thuyền buồm New Zealand Pamir đã trông thấy I-12 tại tọa độ 24°31′B 146°47′T / 24,517°B 146,783°T vào ngày 12 tháng 11, nhưng không có chứng cứ xác thực, và theo nguồn khác có thể con tàu bị Pamir phát hiện là tàu ngầm Hoa Kỳ USS Spot.

### Bị mất
Vào ngày 13 tháng 11, tàu quét mìn USS Ardent (AM-340) và tàu frigate USS Rockford (PF-48) đang hộ tống một đoàn tàu vận tải gồm sáu chiếc đang trên đường từ Honolulu đến San Francisco. Lúc 13 giờ 32 phút, Ardent phát hiện qua sonar một tàu ngầm đang đi ngầm phía trước đoàn tàu. Ardent tấn công lúc 12 giờ 41 phút, bắn một loạt 23 đạn súng cối chống ngầm Hedgehog tấn công, rồi đến 12 giờ 46 phút lại bắn một loạt Hedgehog thứ hai nhưng đều không trúng mục tiêu. Rockford rời vị trí bảo vệ đoàn tàu để tham gia tấn công, bắn một loạt 13 quả đạn Hedgehog lúc 13 giờ 08 phút;  15 giây sau đó, thủy thủ đoàn lần lượt nghe thấy ba vụ nổ lớn dưới nước, và tiếp nối bằng nhiều vụ nổ nhỏ khác. Ardent bắn thêm hai loạt Hedgehog và Rockford thả thêm 13 quả mìn sâu để chắn chắn tiêu diệt được tàu ngầm đối phương. Sau khi nghe thấy nhiều vụ nổ nhỏ khác, cả hai chiếc đều mất tín hiệu mục tiêu tại tọa độ 31°55′B 139°45′T / 31,917°B 139,75°T. Họ phát hiện nhiều mảnh vỡ các loại, bọt khí và dầu diesel trồi lên mặt biển, xác nhận tàu ngầm đối phương đã bị phá hủy. Cả Ardent lẫn Rockford đều được ghi công đã đánh chìm mục tiêu, có thể là I-12. 
Đến ngày 16 tháng 11, Bộ tư lệnh Đệ Lục hạm đội ra lệnh cho I-12 quay trở về căn cứ Kure, nhưng chiếc tàu ngầm đã không hồi đáp. Tuy nhiên, do bộ phận tình báo vô tuyến Nhật Bản thu được thông tin một tàu vận tải và một tàu chở dầu Đồng Minh bị đánh chìm giữa Thái Bình Dương từ ngày 20 đến ngày 31 tháng 12, và trông thấy một tàu ngầm Nhật tại khu vực quần đảo Hawaii từ ngày 2 đến ngày 4 tháng 1, 1945, họ tin rằng I-12 vẫn đang hoạt động tuần tra. Đến ngày 31 tháng 1, Hải quân Nhật Bản công bố I-12 có thể đã bị mất giữa Thái Bình Dương với tổn thất toàn bộ 114 thành viên thủy thủ đoàn. Tên nó được cho rút khỏi đăng bạ hải quân vào ngày 10 tháng 8, 1944.